# بقايا أومو

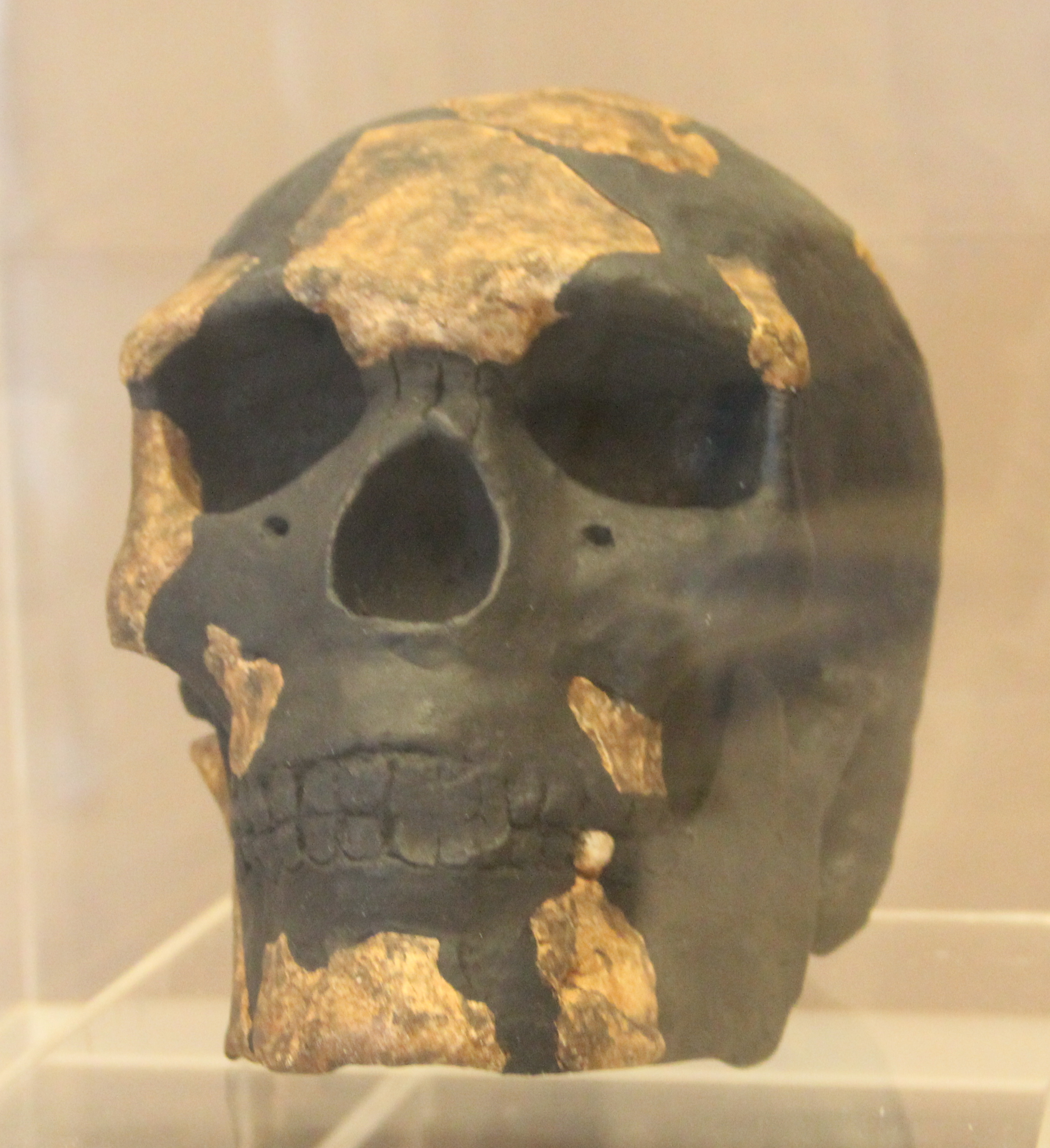

بقايا أومو (بالإنجليزية: Omo remains) هي مجموعة عظام إنسانية جمعت من منطقة «أومو كيبيش» في إثيوبيا بين الأعوام 1967 إلى 1974 . تمت تلك التنقيبات بالقرب من نهر أومو في «منتزه أومو الوطني» في جنوب غرب اثيوبيا.
عثرت مجموعة من العلميين الإثيوبيين من متحف كينيا الوطني تحت إشراف «ريتشارد ليكي» على مجموعتين من العظام: أومو 1 وأومو 2.
البقايا العظمية من منطقة كامويا سميت Omo I ، والبقايا الأخرى التي عثر عليها «بول» سميت
Omo II.
بعض أجزاء تلك الاحفورات تعد طبقا لدراسة قام بها ريتشارد ليكي بأنها من اقدم ما عثر عليه للإنسان الحديث Homo sapiens . وقد تم في عام 2004 تأريخ الطبقات الأرضية التي تحمل تلك الأحفورات، وتقدر عمرها بنحو 195 ± 5 ألف سنة، مما يجعلها أقدم ما عثر عليه للإنسان الحديث.(بواقع ذلك التاريخ (أنظر جبل إيغود، عام 2017))
وقد أصبحت إثيوبيا المنطقة المفضلة حاليا بالنسبة لعمليات الحفر والتنقيب.

## تأريخ الأحفورات
جمعت الاحفورات من منطقتين قريبتين. وقد تم تقدير عمرهما بطريقة تأريخ اليورانيوم-ثوريوم ويقدر بنحو 130.000 سنة.
في نفس الوقت قدر ريتشارد ليكي البقايا التي عثر عليها بأنها تناسب الإنسان الحديث
Homo sapiens
ويشير الفرق بين بين أومو 2 وأمو 1 بأن أومو 1 ينتمي إلى إنسان أقدم archaic homo sapiens.
وبقي تقدير العمر مختلف عليه مدة طويلة.
وتمت تقديرات في عام 2005 بواسطة طريقة تأريخ الأرجون-أرجون للعضو 1، وهي تشير إلى عمر بين 190.000 سنة إلى 200.000 سنة  فإذا ثبت صحة هذا التقدير لعمر الأحافير لكانت هي أقدم ما عثر عليه بشأن الإنسان الحديث
Homo sapiens .
إلا أن ما تم من تلصيقه من أجزاء للجمجمة لا يتفق تماما مع مواصفات الإنسان الحديث وإنما تشير أكثر إلى ما سبقه من إنسان منتصب.
كتب «دونالد يوهانسون» في عام 2006 ما يلي: «الأحفورات التي عثر عليها هي لا شك للإنسان الحديث، ونظرا إلى عمرها المقدر فقد اعتبرت سريعا بأنها إثباتات لمؤيدي تصنيف الإنسان الحديث الذين يقولون أن الإنسان الحديث تطور في أفريقيا ثم انتشر في جميع أرجاء الأرض»(نظرية الخروج من أفريقيا).

## أومو 2
أومو 2 هو عظام الرأس العلوية التي عثر عليه ولكنها تفتقد أجزائها الجانبية. بإعادة تشكيل جمجمة أومو 2 يتضح ان حجم الدماغ كان يبلغ نحو 1400 سنتيمتر مكعب. " ورأس أومو 2 تشبه في بعض اجزائها جمجمة إنسان روديسيا، ويمكن اعتبارها أنها كانت لإنسان عاقل من العصر المتاخر، فهي تتميز بصفات جمجمة الإنسان الحالي من وجهة انفصال عظام الحاجبين...
“

## الاكتشافات
تأتي الحفريات من موقعي حفر متجاورين ("Omo-Kibish") اكتشفهما كامويا كيميو في عام 1967 أثناء International Omo Research Expedition. تم تأريخ الاكتشافات في عام 1969 باستخدام تأريخ اليورانيوم - الثوريوم إلى عمر حوالي 130,000 سنة. في نفس الوقت، حددها ريتشارد ليكي بقايا  الإنسان الحديث تشريحياً («الإنسان العاقل»)،  حيث تم تفسير Omo 2 على أنه «قديم» مقارنة بـ Omo 1 (راجع  الإنسان العاقل الأول ). ومع ذلك، ظل الترتيب الزمني للاكتشافات الأحفورية مثيرًا للجدل لفترة طويلة.: «تطور الإنسان في أحفوريات كيبيش، جنوب إثيوبيا: مقدمة». يؤرخ طبقة البحث («العضو I») باستخدام الأرجون 39Ar-40Ar  ، التي نُشرت في عام 2005، أشارت أخيرًا إلى عمر أعلى من 190.000 إلى 200.000 عام. وأخيرًا، في عام 2021، تم تأريخ طبقة طفة مباشرة فوق طبقة الاكتشاف عند 233.000 ± 22.000 سنة، مما يعني أن هذا يتوافق مع الحد الأدنى لعمر أحافير أومو. ووفقًا لهذه التواريخ، بعد تواريخ جبل إيغود، فهي ثاني أقدم دليل معروف على «الإنسان العاقل».
في عام 2022، دراسة قام بها فيدال وآخرون. عثرت على عمر أقدم لحفريات أومو مما تم الإبلاغ عنه سابقًا، مع مراجعة التاريخ المخصص لها، بحد أدنى يبلغ حوالي 233.000 عام.

## اقرأ أيضا
- إنسان بدائي
- نظرية الخروج من أفريقيا
- إنسان جبل إيغود